# Gerrhopilidae
Famille
Les Gerrhopilidae sont une famille de serpents. 

## Systématique
Cette famille a été créée en 2010 par Nicolas Vidal (d), Addison H. Wynn (d), Stephen Charles Donnellan (d) et Stephen Blair Hedges.

## Répartition
Les espèces des deux genres de cette famille se rencontrent en Asie du Sud, en Asie du Sud-Est et en Mélanésie.

## Liste des genres
Selon The Reptile Database (31 août 2014) :
- Cathetorhinus Duméril & Bibron, 1844
- Gerrhopilus Fitzinger, 1843

## Publication originale
- (en) Nicolas Vidal, Julie Marin, Marina Morini, Steve Donnellan, William R. Branch, Richard Thomas, Miguel Vences, Addison Wynn, Corinne Cruaud et S. Blair Hedges, « Blindsnake evolutionary tree reveals long history on Gondwana », Biology Letters, Royal Society, vol. 6, no 4,‎ 23 août 2010, p. 558-61 (ISSN 1744-9561 et 1744-957X, OCLC 474499746, PMID 20356885, PMCID 2936224, DOI 10.1098/RSBL.2010.0220, lire en ligne).